# Keltische Frauen

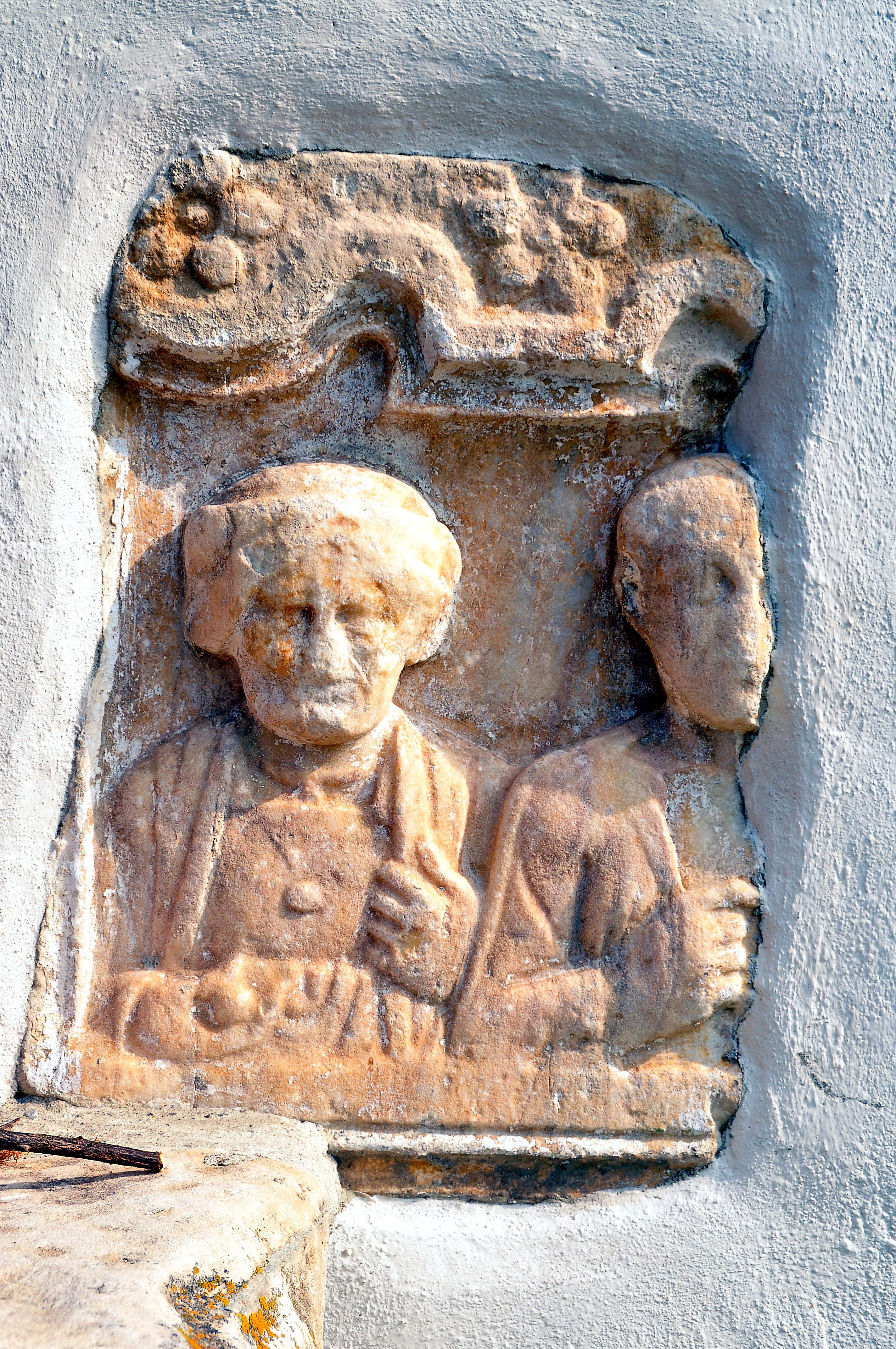
Keltisches Ehepaar (Wölfnitz-Lendorf, Kärnten)

Die historische Einordnung der keltischen Frauen in soziale Positionen der antiken Gesellschaft ist aus Sicht der Geschichte und Mythologie nach heutiger Quellenlage zweideutig. Einerseits sind große weibliche keltische Persönlichkeiten bekannt, andererseits war ihre reale Stellung im eher männerdominierten keltischen Stammesgefüge sozial und rechtlich eingeschränkt.

## Soziale Einordnung
Die keltischen Frauen waren im Ehe- und Erbrecht teilweise etwas besser gestellt als die griechischen und römischen Frauen der Antike. Die Situation der keltischen Frauen des europäischen Festlands ist nahezu ausschließlich durch die Schriften der griechischen und römischen Autoren jener Zeit überliefert, die ihre Sicht auf ein „Barbarenvolk“ mit den dazu passenden Vorurteilen niedergeschrieben haben. Erzählungen über die Keltinnen der britischen Inseln kommen neben den antiken Reise- und Kriegsberichten vor allem in den mündlich weitergegebenen Mythen und Sagen der vorchristlichen Zeit vor. Schriftliche Aufzeichnungen dieser Mythen und der ebenfalls zu dieser Zeit festgehaltenen Sammelwerke von Rechtstexten sind erst aus dem Frühmittelalter bekannt. Die Archäologie zeigt das Bild der keltischen Frau durch Fundstücke – vor allem Grabbeigaben –, die Aufschlüsse über ihre Stellung in der Gesellschaft und die materielle Kultur geben können. Reliefs und Plastiken keltischer Frauen sind erst aus der gallo-römischen Kultur bekannt. Ein Matriarchat, das den frühen Keltinnen sowohl von romantischen Autoren des 18. und 19. Jahrhunderts als auch von feministischen Autoren des 20. Jahrhunderts zugeschrieben wurde, ist bisher nicht nachweisbar.

## Dauer und Ausbreitung der keltischen Kultur

Verbreitung keltischer Völker und Sprachen:
Gebiet der Hallstatt-Kultur im 6. Jahrhundert v. Chr.
Größte keltische Ausdehnung, um 275 v. Chr.
Lusitania (keltische Besiedlung unsicher)
Die „sechs keltischen Nationen“, in denen es bis in die Frühe Neuzeit eine signifikante Anzahl Sprecher keltischer Sprachen gab
Das heutige Verbreitungsgebiet keltischer Sprachen

Die Kelten (altgriechisch Κέλτοι Keltoi; lateinisch Celtae, Galli, Galati) waren Stämme und Stammesverbände des antiken Europa, die seit der späten Bronzezeit und frühen Eisenzeit (der Hallstattzeit) das westliche Mitteleuropa bewohnten. In der Latènezeit breiteten sie sich durch Wanderungen und Kulturvermittlung auf die britischen Inseln, Nordspanien, den Balkan und Kleinasien aus. Bei den Griechen und Römern waren für einige Gebiete unter keltischer Herrschaft Κελτική oder Celticum gebräuchlich. Sie hatten eine relativ einheitliche materielle (besonders in der Latènezeit) und immaterielle Kultur (die Gesamtheit kollektiver Gewohnheiten und Normen), die sie von den benachbarten Stämmen – wie den Italikern, Etruskern, Illyriern, Griechen, Iberern, Germanen, Thrakern und Skythen – unterschied.
Das Festlands-Celticum war ab frühestens 800 v. Chr. bis ungefähr in das 5. Jahrhundert n. Chr. (Ende der Römischen Herrschaft in den keltischen Gebieten und Christianisierung Irlands) von dieser Kultur geprägt. Annahmen einiger Keltologen, Spuren einer keltischen Kultur schon im 2. Jahrtausend v. Chr. feststellen zu können, sind umstritten. In Britannien lebte nach dem Abzug der Römer die keltische Kultur und Herrschaft neu auf und wurde dann durch die Einwanderung germanischer Stämme beendet und in Randgebiete abgedrängt. In Irland war die keltische Kultur noch längere Zeit dominierend.
Die keltischen Sprachen gehören zu den indogermanischen Sprachen und sind mit dem Germanischen und dem Lateinischen verwandt.

## Die Frau in der keltischen Gesellschaft
Der Begriff „Kelten“ umfasst ein riesiges Gebiet von Irland bis Anatolien, in dem eine einheitliche Stellung der Frau nicht zu erwarten ist.
Aussagen über keltische Frauen sind selten und stammen, abgesehen von mittelalterlichen Quellen zu den Bewohnern der Bretagne, Irlands und Schottlands, meist aus der Feder der Nachbarn, also von griechischen und römischen Männern aus den beiden Jahrhunderten um die Zeitenwende. Verlässliche Erkenntnisse über keltische Frauen lassen sich am ehesten aus archäologischen Funden ableiten.

### Belegsituation

#### Archäologische Funde
Frauengräber mit Körperbestattung zeigen einen Kulturaustausch durch Grabbeigaben aus Südeuropa, besonders der Este- und Villanovakultur Norditaliens.
Die Funde der Archäologie des 19. Jahrhunderts wurden dabei meist im Sinne der damaligen bürgerlichen Geschlechterkonzepte interpretiert und berücksichtigten nicht die sozialen Unterschiede zur antiken keltischen Kultur. Geschlechterrollen galten als unveränderlich, Grabbeigaben wurden dementsprechend als männlich oder weiblich eingeordnet. Mit Hilfe der anthropologische Geschlechtsbestimmung anhand von Knochenuntersuchungen wurde diese einfache Sichtweise zumindest teilweise korrigiert. Als Erkennungshilfe für Frauenbestattungen galten bestimmte Grabbeigaben wie Kämme, Spiegel, Toilettebestecke (Nagelschneider, Pinzette, Ohrlöffelchen), Spinnwirtel (Schwungrad der Handspindel, eines Gerätes zur Garnherstellung), Tongefäße, Halsketten, Ohrgehänge, Haarnadeln, Kleiderfibeln, Finger-, Arm- und Beinringe und Trachtschmuck (Spangen, Schließen, Schnallen). Eine große Mehrheit der Grabfunde zeigt jedoch keine deutlich geschlechtsspezifischen Grabbeigaben.
Ein Beispiel für ein reich ausgestattetes Frauengrab ist eine Grabkammer der Nekropole (Begräbnisstätte) von Goeblange-Nospelt (Luxemburg) mit einer Fischsaucenamphore (die Fischsauce garum aus Gades (heute Cádiz) war eine verbreitete Würz-Spezialität), einer Bronze-Kasserolle mit Siebdeckel, einem Bronzekessel, zwei Becken und einem Eimer aus Bronze, einer Terra-Sigillata-Platte, mehreren Bechern und Krügen aus Ton, einem Spiegel und acht Fibeln (Spangen). Die rekonstruierte Grabkammer mit den Grabbeigaben ist im Werk „Kelten - Bilder ihrer Kultur“ abgebildet.
Im Fürstinnengrab von Vix wurde ein bronzenes Mischgefäß gefunden, das ein Beweis für die hohe Stellung der Begrabenen ist. Es stammt aus einer griechischen Werkstatt und ist mit 1,6 m Höhe, einem Gewicht von über 200 kg und einem Fassungsvermögen von 1100 l das größte antike Metallgefäß, das bisher gefunden wurde.
In acht Brandgräbern der Rhein-Main-Region aus der Mittel- und Spätlatènezeit, in denen junge Mädchen bestattet waren, wurden Hundeplastiken von 2,1 bis 6,7 cm Länge vorgefunden. Die verwendeten Materialien waren Gagat, Ton, Glas und Bronze, die Bedeutung – für das Lieblingstier, als Amulett oder Votivgabe – ist nicht feststellbar.

#### Schriftliche Quellen
Es gibt bruchstückhaft überlieferte Zeugnisse des griechischen Geschichtsschreibers Hekataios von Milet (Periegesis) und des Seefahrers Pytheas von Massilia (Über den Ozean). Weitere Hinweise stammen von Herodot (Erkundungen) und dem Poseidonios (Über den Okeanos und seine Probleme) – von dessen Werk allerdings nur Zitate bei anderen Autoren überliefert sind, beispielsweise in De bello Gallico von Gaius Iulius Caesar. Von den griechischen Schriftstellern sind außerdem zu erwähnen: Diodoros (Diodori Siculi Bibliotheca historica), der viele ältere Quellen benutzte, Plutarch (Moralia), der Stellung zur Rolle der Frauen nimmt und Strabon (Geôgraphiká), der das Werk des Polybios (Historíai) durch persönliche Reiseberichte ergänzte.
Das Geschichtswerk von Pompeius Trogus (Historiae Philippicae), einem gebürtigen Gallier der dem Stamm der Vocontier angehörte, ist nur in Auszügen von Marcus Iunianus Iustinus (Historiarum Philippicarum libri XLIV) überliefert.
An weiteren Werke römischer Historikern sind zu nennen: Publius Cornelius Tacitus (Annales) beschrieb Britannien und die römischen Eroberungsfeldzüge, Ammianus Marcellinus (Res gestae) hatte als Soldat in Gallien gedient, Titus Livius (Ab urbe condita libri CXLII) berichtete über die Keltenzüge, Gaius Suetonius Tranquillus (De vita Caesarum), der auch Verwaltungsbeamter war, schilderte Caesars Gallienfeldzug und der Senator und Konsul Lucius Cassius Dio Cocceianus (Römische Geschichte) berichtete vom Feldzug gegen die britannische Fürstin Boudicca. Julius Cäsar zeichnete in seinem Bellum Gallicum ein Bild der Kelten für seine innenpolitischen Zwecke. Es ist der umfangreichste überlieferte Bericht über die gallischen und britannischen Kelten.
Im 12. Jahrhundert verfasste der walisisch-normannische Historiker Gerald von Wales Berichte über die Geschichte und das Land der Britischen Inseln.

### Gesellschaftliche Situation

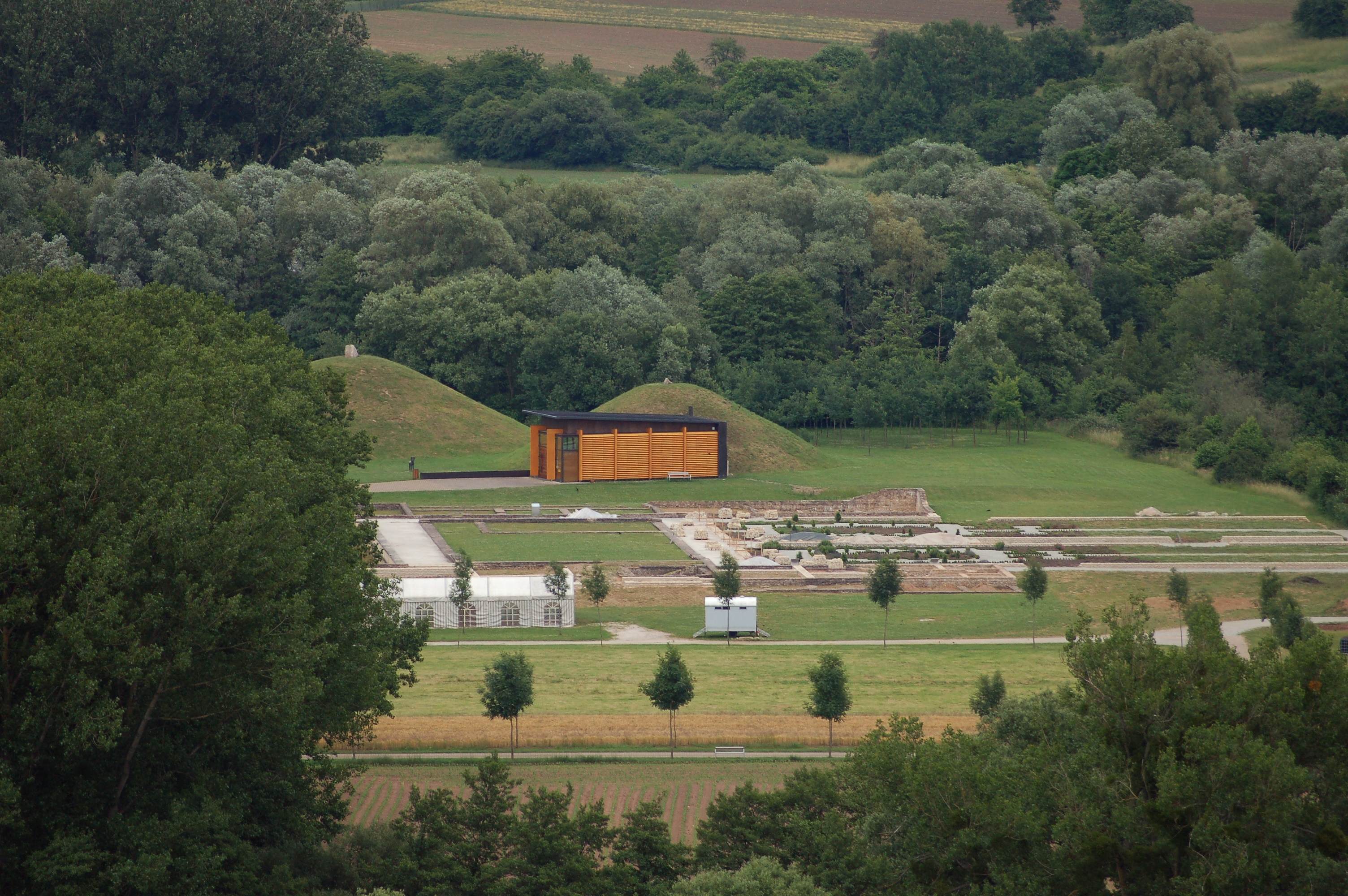
Fürstinnengrab von Reinheim

„is ó mhnáibh do gabar rath nó amhrath (Die Frauen sind es, von denen man Glück oder Unglück empfängt.)“

#### Hochgestellte Frauen
Die keltischen Fürstinnen-Gräber von Bad Dürkheim, Reinheim, Waldalgesheim und Vix zeigen, dass Frauen hohe gesellschaftliche Stellungen einnehmen konnten. Der Mitterkirchner Prunkwagen gehört zu den wertvollen Grabbeigaben einer hochgestellten Frau.
Bei Plutarch werden die Frauen der cisalpinischen Gallier als wichtige Schiedsrichterinnen bei Streitfällen mit Hannibal genannt, bei Diodor ihre aktive Teilnahme an Kämpfen erwähnt. Caesar betont die Gewalt des Gatten über Leben und Tod von Frau und Kindern. Strabon (Geôgraphiká III 3, 7) erwähnt einen Keltenstamm, bei dem Männer und Frauen gemeinsam tanzen, indem sie sich an den Händen halten, was bei Mittelmeervölkern unüblich war. Die Stellung der Geschlechter zueinander nennt er andersherum […] als bei uns. (Geôgraphiká IV 4, 3). Ammianus Marcellinus (Res gestae XV 12, 1) beschreibt den – erst neuzeitlich so genannten – furor heroicus („heldenhaften Wahnsinn“) der Gallierinnen, die sich groß wie Männer, mit blitzenden Augen und gebleckten Zähnen in die Schlacht stürzen.
Um die Aussage richtig zu deuten, muss man wissen, dass Römer zu dieser Zeit im Durchschnitt eine Körpergröße von 1,50 m hatten, während keltische Frauen zu Zeiten Caesars etwa 1,55 m groß waren. Sie waren also aus Sicht der antiken Chronisten tatsächlich groß wie (römische) Männer.
Die Richtigkeit all dieser Angaben ist nach neuen Forschungen nicht gesichert.
Die Stellung der keltischen Frau sollte sich besonders unter römischem Einfluss und Gesetz wandeln, die ja den Mann als Dominus und Patriarch der Familie ansah.
Britannische Herrscherinnen wie Boudicca und Cartimandua werden als Ausnahmeerscheinungen gesehen, die Position des Königs (keltisch *rig-s) – in Gallien schon in vorcaesarianischer Zeit durch meist zwei gewählte Stammesführer abgelöst – war üblicherweise eine männliche Domäne. Eine allgemeine Zustimmung erreichten weibliche Stammesführer nicht immer:
So sollen sich nach Tacitus die Briganten „angestachelt durch die Schmach, von einer Frau unterjocht zu werden“ gegen Cartimandua empört haben; ihr Ehestreit mit dem Gatten Venutius und ihre dabei empfangene Unterstützung durch die Römer dürften dabei eher die maßgebliche Rolle gespielt haben. Dagegen werden Boudicca vor der Entscheidungsschlacht die Worte in den Mund gelegt:

„[Die Britannier] machten keinen Unterschied des Geschlechts beim Oberbefehl.“

Ob es eine keltische Fürstin Onomaris (Ονομαριξ) tatsächlich gab, wie in einem anonymen Tractatus de Mulieribus Claris in bello („Traktat über berühmte Kriegerinnen“) angegeben wird, ist unsicher. Als sich bei einer Hungersnot kein Mann fand, der die Führung übernehmen wollte, soll sie ihren Stamm aus der alten Heimat über die Donau nach Südosteuropa geführt haben.
In späterer Zeit hat es Kultfunktionärinnen gegeben, wie die der Etymologie ihres Namens nach keltisch/germanische Seherin Veleda (die von einigen Keltologen als Druidin gesehen wird). Keltische Druidinnen, die den römischen Kaisern Alexander Severus, Aurelian und Diokletian weissagten, erfreuten sich eines hohen Ansehens bei den Römern.
Auf der bleiernen Fluchtafel von Larzac (um 100 n. Chr.), mit über 1000 Buchstaben dem längsten bisher gefundenen Text in gallischer Sprache, werden Gemeinschaften von Magierinnen genannt, bei denen eine spirituelle Verwandtschaft zwischen der Lehrerin (der „Mutter“, matīr) und der Initiandin (der „Tochter“, duxtīr) angegeben wird.

#### Sklavinnen
Sklavinnen waren meist Kriegsbeute, weibliche Angehörige zahlungsunfähiger Schuldner, oder landfremde Gefangene und wurden entweder im eigenen Haushalt eingesetzt oder verkauft. Als Sklavinnen hatten Frauen neben ihrer Arbeitskraft eine wichtige wirtschaftliche Funktion, so war beispielsweise in Irland das Wort cumal („Sklavin“, altkymrisch aghell und caethverched) gleichzeitig die Bezeichnung für eine gängige Währungseinheit (ein cumal = zehn sét [„Kuh“]).
Nach Caesar (De bello Gallico 6,19) wurden Lieblings-Sklaven und -Sklavinnen auf den Scheiterhaufen ihres toten Gebieters geworfen und mit seiner Leiche zusammen verbrannt.

#### Kindererziehung
Dass die Erziehung der Kinder im eigenen Haushalt Sache der Frauen war, wurde von antiken Autoren bestätigt. Daneben gab es bei sozial höher stehenden Familien die Institution der Zieheltern (altirisch aite, „Ziehvater“ und muimme, „Ziehmutter“, vergleiche gotisch atta, „lieber Vater“ und deutsch „Mama“, englisch „mummy“), wobei die Mädchen der Frau des Hauses übergeben wurden. Die Kosten, die von den leiblichen Eltern den Zieheltern erstattet werden mussten, waren bei Mädchen höher als bei Knaben, denn hier galt die Beaufsichtigung als aufwändiger. Eine kostenlose Ziehelternschaft, um die Bindungen zwischen zwei Familien zu festigen, gab es allerdings ebenfalls.

#### Matriarchat

##### Antike Hinweise
Sowohl die mythischen Herrscherinnen in den inselkeltischen Legenden (siehe Kapitel Frauen in der keltischen Mythologie) als auch die historischen Fürstinnen Boudicca, Cartimandua und vielleicht auch Onomaris können nur als Einzelbeispiele innerhalb einer bestimmten Situation, jedoch nicht als Beweis eines Matriarchats bei den Kelten gesehen werden. Die überlieferten Texte vorchristlicher Sagen und antiker Autoren sprechen eher gegen sein Vorhandensein.

### Erscheinungsbild der Keltinnen

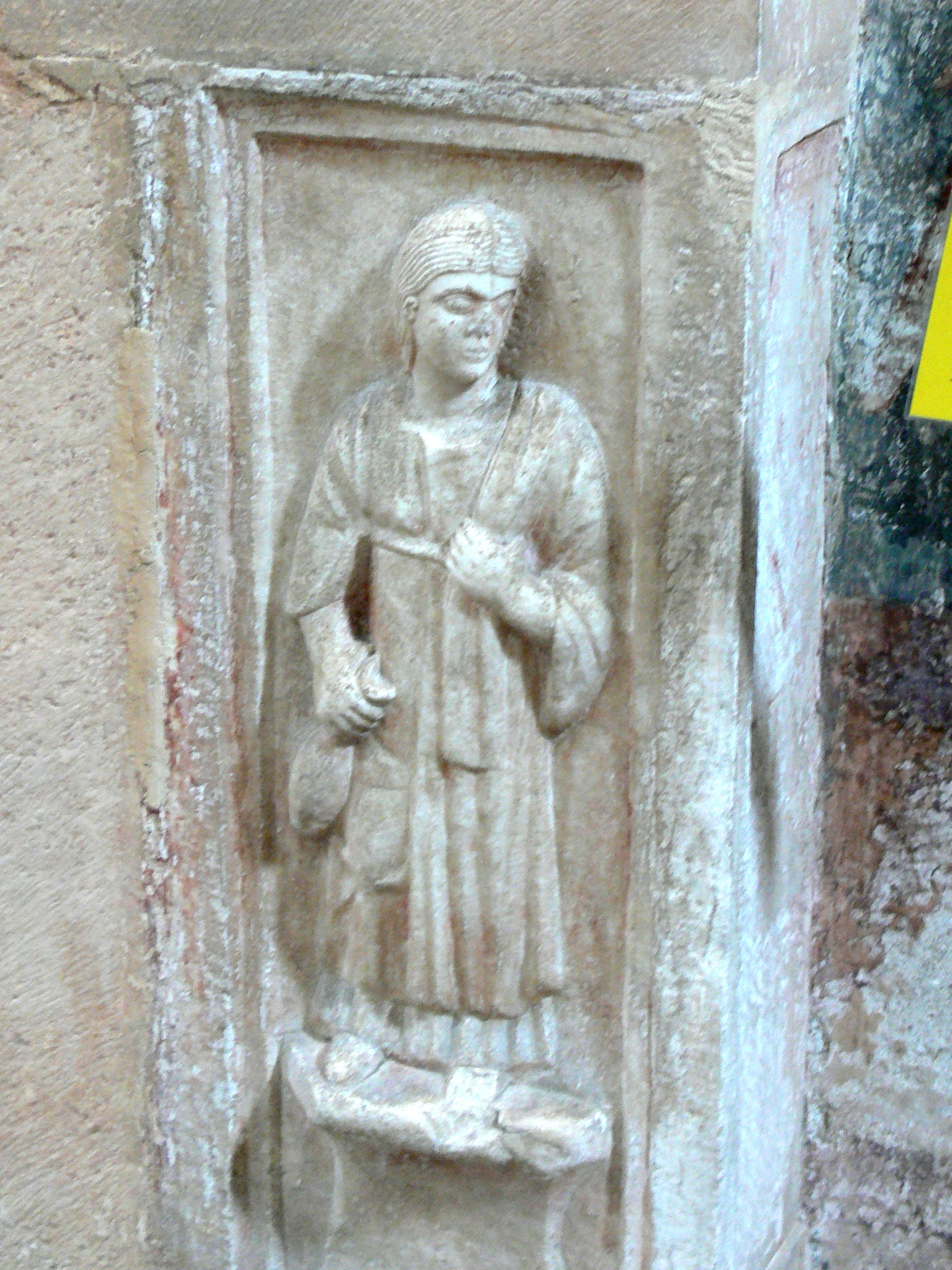
Keltische Bäuerin (Gurk, Kärnten)

#### Kleidung

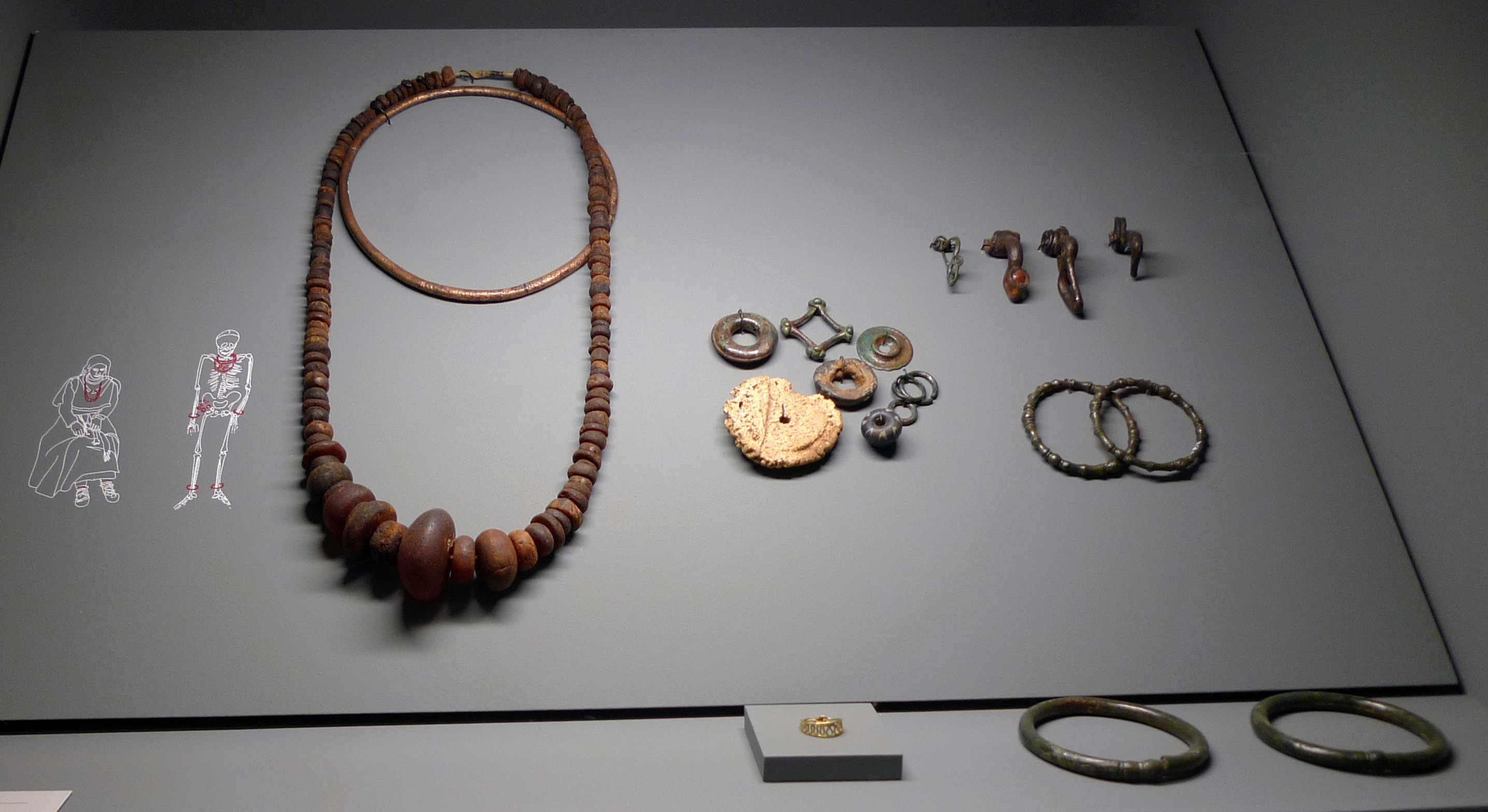
Grabbeigaben, Bernstein und Gold (Rain, Schweiz)

#### Schmuck

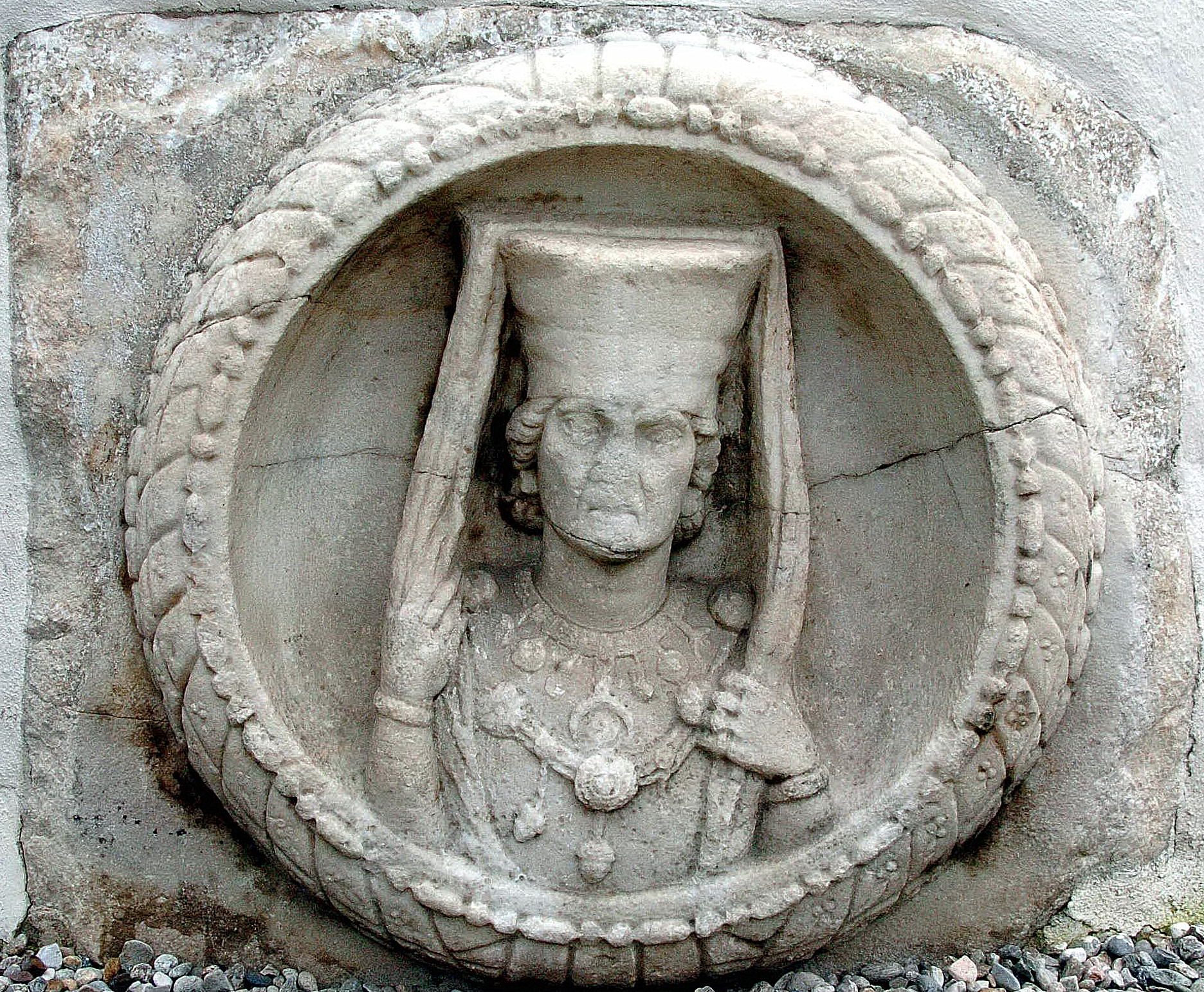
Norische Frauenhaube (Modiusmütze) (Wölfnitz-Lendorf, Kärnten)

## Frauen in der keltischen Mythologie

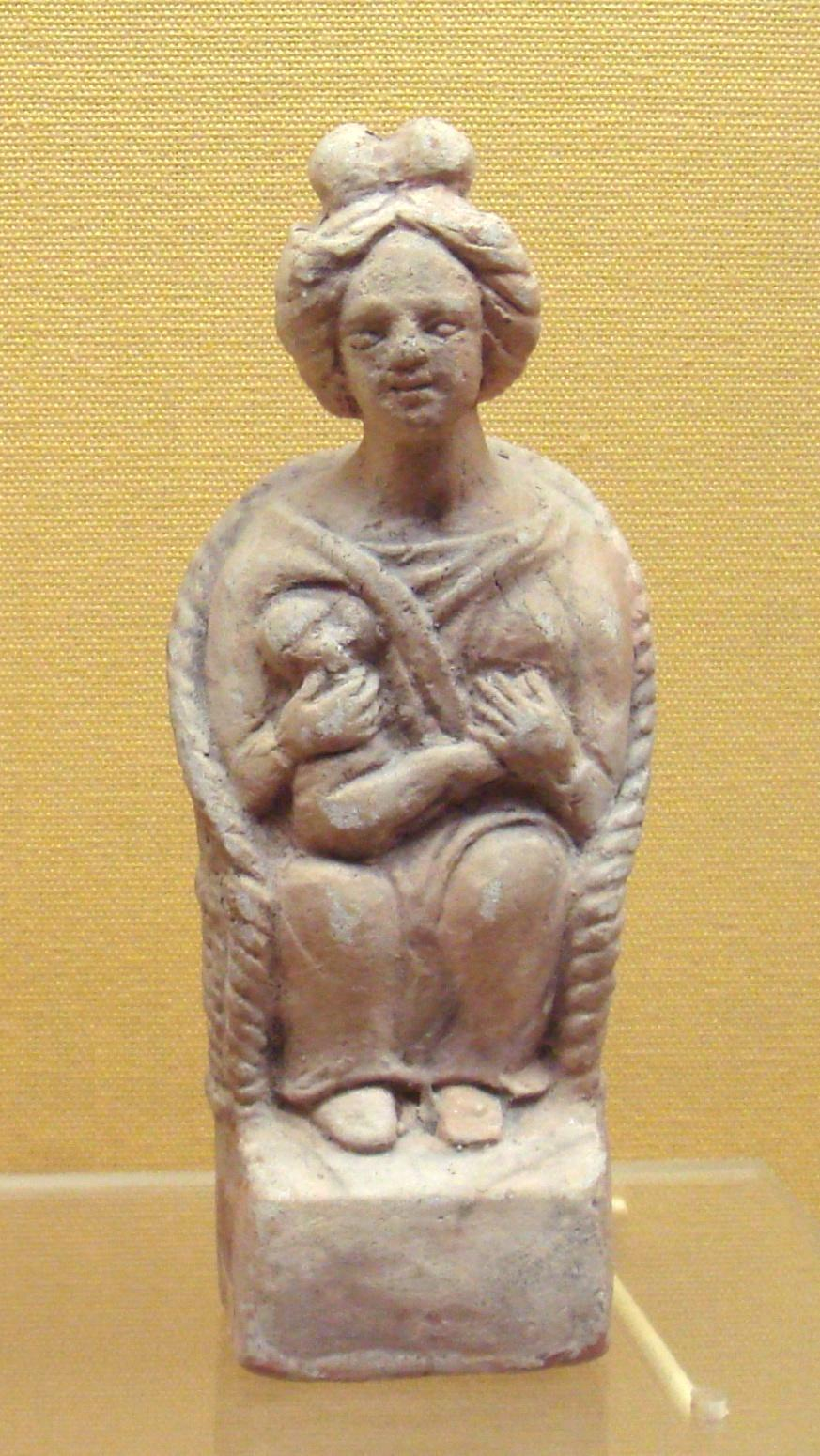
Matrona (National Archaeology Museum, England)